# Liste der Orte im Landkreis Oberhavel

Wappen des Kreises

Diese Liste enthält Siedlungen und Orte des Landkreises Oberhavel in Brandenburg. Zusätzlich angegeben sind die Art der Gemeinde und die übergeordnete Einheit. Durch Klicken auf das quadratische Symbol in der Titelzeile kann die Liste nach den einzelnen Parametern sortiert werden.
Grundlage für die Angaben sind die beim Online-Dienstleistungsportal des Landes Brandenburg abrufbaren Daten (Stand. 1. Januar 2009). 326 Siedlungen sind in dieser Liste aufgenommen.

## Liste
| Name                        | Art          | übergeordnete Einheit                     |
| --------------------------- | ------------ | ----------------------------------------- |
| Albertshof                  | Wohnplatz    | Oranienburg                               |
| Alte Schäferei              | Wohnplatz    | Oranienburg                               |
| Alter Hof                   | Wohnplatz    | Kremmen                                   |
| Altglobsow                  | Gemeindeteil | Amt Gransee und Gemeinden Großwoltersdorf |
| Altlüdersdorf               | Ortsteil     | Amt Gransee und Gemeinden Gransee         |
| Altstadt                    | Wohnplatz    | Oranienburg                               |
| Altthymen                   | Ortsteil     | Fürstenberg/Havel                         |
| Amalienfelde                | Gemeindeteil | Kremmen                                   |
| Amalienhof                  | Wohnplatz    | Oranienburg                               |
| Amt Mildenberg              | Wohnplatz    | Zehdenick                                 |
| Anglersiedlung              | Wohnplatz    | Oranienburg                               |
| Angra Pequena               | Wohnplatz    | Liebenwalde                               |
| Annagarten                  | Wohnplatz    | Oranienburg                               |
| Annahof                     | Wohnplatz    | Oranienburg                               |
| Ausbau                      | Wohnplatz    | Zehdenick                                 |
| Ausbau                      | Wohnplatz    | Zehdenick                                 |
| Ausbau am See               | Wohnplatz    | Liebenwalde                               |
| Ausbau Blau                 | Wohnplatz    | Amt Gransee und Gemeinden Stechlin        |
| Ausbau Falkenthal           | Wohnplatz    | Löwenberger Land                          |
| Ausbau Mon-Caprice          | Wohnplatz    | Löwenberger Land                          |
| Ausbau Wackerberge          | Wohnplatz    | Löwenberger Land                          |
| Badingen                    | Ortsteil     | Zehdenick                                 |
| Bärenklau                   | Ortsteil     | Oberkrämer                                |
| Barsdorf                    | Ortsteil     | Fürstenberg/Havel                         |
| Bartelshof                  | Wohnplatz    | Fürstenberg/Havel                         |
| Baumgarten                  | Ortsteil     | Amt Gransee und Gemeinden Sonnenberg      |
| Beetz                       | Ortsteil     | Kremmen                                   |
| Behrensbrück                | Wohnplatz    | Kremmen                                   |
| Bergemannhof                | Wohnplatz    | Liebenwalde                               |
| Bergfelde                   | Ortsteil     | Hohen Neuendorf                           |
| Bergluch                    | Wohnplatz    | Zehdenick                                 |
| Bergsdorf                   | Ortsteil     | Zehdenick                                 |
| Bernöwe                     | Wohnplatz    | Oranienburg                               |
| Bieselheide                 | Wohnplatz    | Mühlenbecker Land                         |
| Birkenwerder                | Gemeinde     | Birkenwerder                              |
| Birkhalde                   | Wohnplatz    | Löwenberger Land                          |
| Birkhorst                   | Wohnplatz    | Löwenberger Land                          |
| Birkhorstsiedlung           | Wohnplatz    | Löwenberger Land                          |
| Bischofswerder              | Wohnplatz    | Liebenwalde                               |
| Bismark Försterei           | Wohnplatz    | Liebenwalde                               |
| Blumenhof                   | Wohnplatz    | Löwenberger Land                          |
| Blumenow                    | Ortsteil     | Fürstenberg/Havel                         |
| Boddin                      | Wohnplatz    | Zehdenick                                 |
| Boltenhof                   | Gemeindeteil | Fürstenberg/Havel                         |
| Borgsdorf                   | Ortsteil     | Hohen Neuendorf                           |
| Bösenhagen                  | Wohnplatz    | Zehdenick                                 |
| Bötzow                      | Ortsteil     | Oberkrämer                                |
| Bredereiche                 | Ortsteil     | Fürstenberg/Havel                         |
| Buberow                     | Ortsteil     | Amt Gransee und Gemeinden Gransee         |
| Buchholz                    | Gemeindeteil | Amt Gransee und Gemeinden Großwoltersdorf |
| Buchhorst                   | Wohnplatz    | Mühlenbecker Land                         |
| Burgwall                    | Ortsteil     | Zehdenick                                 |
| Burow                       | Gemeindeteil | Amt Gransee und Gemeinden Großwoltersdorf |
| Charlottenau                | Gemeindeteil | Kremmen                                   |
| Charlottenhof               | Wohnplatz    | Kremmen                                   |
| Chausseehaus                | Wohnplatz    | Löwenberger Land                          |
| Dagow                       | Ortsteil     | Amt Gransee und Gemeinden Stechlin        |
| Dameswalde                  | Wohnplatz    | Oranienburg                               |
| Dahmshöhe                   | Wohnplatz    | Fürstenberg/Havel                         |
| Dannenwalde                 | Ortsteil     | Amt Gransee und Gemeinden Gransee         |
| Deutschboden                | Wohnplatz    | Zehdenick                                 |
| Dollgow                     | Ortsteil     | Amt Gransee und Gemeinden Stechlin        |
| Döringsbrück                | Wohnplatz    | Kremmen                                   |
| Dorotheenhof                | Wohnplatz    | Kremmen                                   |
| Drögen                      | Wohnplatz    | Fürstenberg/Havel                         |
| Eden                        | Wohnplatz    | Oranienburg                               |
| Eichholz                    | Wohnplatz    | Zehdenick                                 |
| Eichholz                    | Wohnplatz    | Amt Gransee und Gemeinden Gransee         |
| Eichstädt                   | Ortsteil     | Oberkrämer                                |
| Elseneck                    | Wohnplatz    | Hohen Neuendorf                           |
| Emilienfelde                | Wohnplatz    | Liebenwalde                               |
| Exin                        | Wohnplatz    | Löwenberger Land                          |
| Falkenhorst                 | Wohnplatz    | Liebenwalde                               |
| Falkenthal                  | Ortsteil     | Löwenberger Land                          |
| Feldheim                    | Wohnplatz    | Mühlenbecker Land                         |
| Fichtengrund                | Wohnplatz    | Oranienburg                               |
| Fischerhaus Stechlin        | Wohnplatz    | Amt Gransee und Gemeinden Stechlin        |
| Fischerwall                 | Wohnplatz    | Amt Gransee und Gemeinden Gransee         |
| Flatow                      | Ortsteil     | Kremmen                                   |
| Forsthaus                   | Wohnplatz    | Oranienburg                               |
| Försterei Zühlslake         | Wohnplatz    | Mühlenbecker Land                         |
| Freienhagen                 | Ortsteil     | Liebenwalde                               |
| Friedenthal                 | Wohnplatz    | Oranienburg                               |
| Friedrichsthal              | Ortsteil     | Oranienburg                               |
| Fünfruten                   | Wohnplatz    | Fürstenberg/Havel                         |
| Fürstenberg/Havel           | Stadt        | Fürstenberg/Havel                         |
| Germendorf                  | Ortsteil     | Oranienburg                               |
| Gertrudenhof                | Wohnplatz    | Hennigsdorf                               |
| Glambeck                    | Ortsteil     | Löwenberger Land                          |
| Glashütte                   | Wohnplatz    | Oranienburg                               |
| Glienicke/Nordbahn          | Gemeinde     | Glienicke/Nordbahn                        |
| Grabowsee                   | Wohnplatz    | Oranienburg                               |
| Gramzow                     | Gemeindeteil | Amt Gransee und Gemeinden Gransee         |
| Gransee                     | Stadt        | Amt Gransee und Gemeinden Gransee         |
| Grieben                     | Ortsteil     | Löwenberger Land                          |
| Großenhof                   | Wohnplatz    | Zehdenick                                 |
| Großmenow                   | Gemeindeteil | Fürstenberg/Havel                         |
| Großmutz                    | Ortsteil     | Löwenberger Land                          |
| Großsiedlung                | Wohnplatz    | Liebenwalde                               |
| Groß-Stückenfeld            | Wohnplatz    | Mühlenbecker Land                         |
| Großwoltersdorf             | Gemeinde     | Amt Gransee und Gemeinden Großwoltersdorf |
| Groß-Ziethen                | Ortsteil     | Kremmen                                   |
| Grundmühle                  | Wohnplatz    | Löwenberger Land                          |
| Grüneberg                   | Ortsteil     | Löwenberger Land                          |
| Güldenhof                   | Ortsteil     | Amt Gransee und Gemeinden Stechlin        |
| Gutengermendorf             | Ortsteil     | Löwenberger Land                          |
| Hahnshof                    | Wohnplatz    | Fürstenberg/Havel                         |
| Hammer                      | Ortsteil     | Liebenwalde                               |
| Hammerbruch                 | Wohnplatz    | Liebenwalde                               |
| Hartzwalde                  | Wohnplatz    | Amt Gransee und Gemeinden Stechlin        |
| Häsen                       | Ortsteil     | Löwenberger Land                          |
| Havel                       | Wohnplatz    | Zehdenick                                 |
| Havelhausen                 | Wohnplatz    | Hohen Neuendorf                           |
| Heidchen                    | Wohnplatz    | Liebenwalde                               |
| Heidekrug                   | Wohnplatz    | Velten                                    |
| Hellberge                   | Wohnplatz    | Zehdenick                                 |
| Hellmuth-Ulrici-Klinik      | Wohnplatz    | Kremmen                                   |
| Hennigsdorf                 | Stadt        | Hennigsdorf                               |
| Hertefeld                   | Wohnplatz    | Löwenberger Land                          |
| Himmelpfort                 | Ortsteil     | Fürstenberg/Havel                         |
| Hof Kunow                   | Wohnplatz    | Amt Gransee und Gemeinden Stechlin        |
| Hohen Neuendorf             | Stadt        | Hohen Neuendorf                           |
| Hohen Neuendorf             | Ortsteil     | Hohen Neuendorf                           |
| Hohenbruch                  | Ortsteil     | Kremmen                                   |
| Hohenschöpping              | Wohnplatz    | Velten                                    |
| Höpen                       | Wohnplatz    | Liebenwalde                               |
| Hoppenrade                  | Ortsteil     | Löwenberger Land                          |
| Ilseberg                    | Wohnplatz    | Amt Gransee und Gemeinden Gransee         |
| Johannisthal                | Gemeindeteil | Kremmen                                   |
| Kappe                       | Ortsteil     | Zehdenick                                 |
| Karlshof                    | Wohnplatz    | Zehdenick                                 |
| Karlshof                    | Wohnplatz    | Amt Gransee und Gemeinden Gransee         |
| Karlsruh                    | Wohnplatz    | Oberkrämer                                |
| Karolinenhof                | Wohnplatz    | Kremmen                                   |
| Kastaven                    | Wohnplatz    | Fürstenberg/Havel                         |
| Katharinenhof               | Wohnplatz    | Amt Gransee und Gemeinden Gransee         |
| Kelkendorf                  | Wohnplatz    | Amt Gransee und Gemeinden Großwoltersdorf |
| Kerkow                      | Wohnplatz    | Löwenberger Land                          |
| Klein Asien                 | Wohnplatz    | Kremmen                                   |
| Kleinmenow                  | Gemeindeteil | Fürstenberg/Havel                         |
| Klein-Mutz                  | Ortsteil     | Zehdenick                                 |
| Kleinsiedlung               | Wohnplatz    | Liebenwalde                               |
| Klein-Ziethen               | Wohnplatz    | Oberkrämer                                |
| Klevesche Häuser            | Ortsteil     | Löwenberger Land                          |
| Knödels Hof                 | Wohnplatz    | Kremmen                                   |
| Kolonie Briese              | Wohnplatz    | Birkenwerder                              |
| Kolonie Marx                | Wohnplatz    | Oranienburg                               |
| Koppehof                    | Wohnplatz    | Oberkrämer                                |
| Kraatz                      | Ortsteil     | Amt Gransee und Gemeinden Gransee         |
| Kraatz-Ausbau               | Wohnplatz    | Amt Gransee und Gemeinden Gransee         |
| Kraatzer Plan               | Wohnplatz    | Amt Gransee und Gemeinden Gransee         |
| Kraatz-Siedlung             | Wohnplatz    | Amt Gransee und Gemeinden Gransee         |
| Krämerpfuhl                 | Wohnplatz    | Oberkrämer                                |
| Kremmen                     | Stadt        | Kremmen                                   |
| Kremmen                     | Ortsteil     | Kremmen                                   |
| Kreuzbruch                  | Ortsteil     | Liebenwalde                               |
| Kreuzkrug                   | Wohnplatz    | Amt Gransee und Gemeinden Gransee         |
| Kreuzthal                   | Wohnplatz    | Liebenwalde                               |
| Krewelin                    | Ortsteil     | Zehdenick                                 |
| Kuckswinkel                 | Wohnplatz    | Oberkrämer                                |
| Kuhbrücke                   | Wohnplatz    | Oranienburg                               |
| Kuhsiedlung                 | Gemeindeteil | Kremmen                                   |
| Kurtschlag                  | Ortsteil     | Zehdenick                                 |
| Lange Horst                 | Wohnplatz    | Kremmen                                   |
| Leegebruch                  | Gemeinde     | Leegebruch                                |
| Lehnitz                     | Ortsteil     | Oranienburg                               |
| Lehnitzschleuse             | Wohnplatz    | Oranienburg                               |
| Liebenberg                  | Ortsteil     | Löwenberger Land                          |
| Liebenthal                  | Ortsteil     | Liebenwalde                               |
| Liebenwalde                 | Stadt        | Liebenwalde                               |
| Liebenwalde                 | Ortsteil     | Liebenwalde                               |
| Linde                       | Ortsteil     | Löwenberger Land                          |
| Lindenhof                   | Wohnplatz    | Birkenwerder                              |
| Lindenhof                   | Wohnplatz    | Amt Gransee und Gemeinden Gransee         |
| Lindesee                    | Wohnplatz    | Löwenberger Land                          |
| Linumhorst                  | Gemeindeteil | Kremmen                                   |
| Löwenberg                   | Ortsteil     | Löwenberger Land                          |
| Lubowsee                    | Wohnplatz    | Mühlenbecker Land                         |
| Ludwigsaue                  | Gemeindeteil | Kremmen                                   |
| Ludwigshorst                | Wohnplatz    | Amt Gransee und Gemeinden Stechlin        |
| Luisenhof                   | Wohnplatz    | Löwenberger Land                          |
| Luisenhof                   | Wohnplatz    | Oranienburg                               |
| Lüthkeshof                  | Wohnplatz    | Zehdenick                                 |
| Mahnhorst                   | Wohnplatz    | Zehdenick                                 |
| Malz                        | Ortsteil     | Oranienburg                               |
| Margaretenhof               | Gemeindeteil | Amt Gransee und Gemeinden Gransee         |
| Marienthal                  | Ortsteil     | Zehdenick                                 |
| Marwitz                     | Ortsteil     | Oberkrämer                                |
| Menz                        | Ortsteil     | Amt Gransee und Gemeinden Stechlin        |
| Meseberg                    | Ortsteil     | Amt Gransee und Gemeinden Gransee         |
| Mildenberg                  | Ortsteil     | Zehdenick                                 |
| Mittelstadt                 | Wohnplatz    | Oranienburg                               |
| Moldenhauer Hof             | Wohnplatz    | Kremmen                                   |
| Mönchmühle                  | Wohnplatz    | Mühlenbecker Land                         |
| Moorhof                     | Wohnplatz    | Kremmen                                   |
| Morgenland                  | Wohnplatz    | Fürstenberg/Havel                         |
| Mühlenbeck                  | Ortsteil     | Mühlenbecker Land                         |
| Mühlensiedlung              | Wohnplatz    | Löwenberger Land                          |
| Mutzer Plan                 | Wohnplatz    | Zehdenick                                 |
| Nassenheide                 | Ortsteil     | Löwenberger Land                          |
| Neu Ludwigsaue              | Gemeindeteil | Kremmen                                   |
| Neubau                      | Gemeindeteil | Fürstenberg/Havel                         |
| Neubrück                    | Wohnplatz    | Hennigsdorf                               |
| Neue Siedlung               | Wohnplatz    | Amt Gransee und Gemeinden Großwoltersdorf |
| Neuendorf                   | Ortsteil     | Löwenberger Land                          |
| Neu-Friedrichsthal          | Wohnplatz    | Oranienburg                               |
| Neuglobsow                  | Ortsteil     | Amt Gransee und Gemeinden Stechlin        |
| Neuhäsen                    | Ortsteil     | Löwenberger Land                          |
| Neuhof                      | Wohnplatz    | Löwenberger Land                          |
| Neuhof                      | Wohnplatz    | Zehdenick                                 |
| Neuhof-Siedlung             | Wohnplatz    | Löwenberger Land                          |
| Neuholland                  | Ortsteil     | Liebenwalde                               |
| Neukammer                   | Wohnplatz    | Kremmen                                   |
| Neulögow                    | Ortsteil     | Amt Gransee und Gemeinden Gransee         |
| Neulöwenberg                | Ortsteil     | Löwenberger Land                          |
| Neulüdersdorf               | Gemeindeteil | Amt Gransee und Gemeinden Gransee         |
| Neuroofen                   | Ortsteil     | Amt Gransee und Gemeinden Stechlin        |
| Neu-Schwante                | Wohnplatz    | Oberkrämer                                |
| Neustadt                    | Wohnplatz    | Oranienburg                               |
| Neuthymen                   | Wohnplatz    | Fürstenberg/Havel                         |
| Neutornow                   | Gemeindeteil | Fürstenberg/Havel                         |
| Neu-Vehlefanz               | Ortsteil     | Oberkrämer                                |
| Nieder Neuendorf            | Wohnplatz    | Hennigsdorf                               |
| Niederheide                 | Wohnplatz    | Hohen Neuendorf                           |
| Oranienburg                 | Stadt        | Oranienburg                               |
| Oranienhof                  | Wohnplatz    | Oranienburg                               |
| Orion                       | Gemeindeteil | Kremmen                                   |
| Osterne                     | Wohnplatz    | Zehdenick                                 |
| Papenberge                  | Wohnplatz    | Hennigsdorf                               |
| Pappelhof                   | Wohnplatz    | Löwenberger Land                          |
| Pian                        | Wohnplatz    | Fürstenberg/Havel                         |
| Pinnow                      | Wohnplatz    | Hohen Neuendorf                           |
| Pinnower Schleuse           | Wohnplatz    | Oranienburg                               |
| Plan                        | Wohnplatz    | Amt Gransee und Gemeinden Gransee         |
| Polzower Wachthaus          | Wohnplatz    | Amt Gransee und Gemeinden Gransee         |
| Qualzow                     | Gemeindeteil | Fürstenberg/Havel                         |
| Rauschendorf                | Ortsteil     | Amt Gransee und Gemeinden Sonnenberg      |
| Ravensbrück                 | Wohnplatz    | Fürstenberg/Havel                         |
| Regelsdorf                  | Wohnplatz    | Fürstenberg/Havel                         |
| Rehhorst                    | Wohnplatz    | Liebenwalde                               |
| Rehmate                     | Wohnplatz    | Oranienburg                               |
| Rettungshaus                | Wohnplatz    | Oberkrämer                                |
| Revierförsterei Wolfsgarten | Wohnplatz    | Zehdenick                                 |
| Ribbeck                     | Ortsteil     | Zehdenick                                 |
| Rieckesthal                 | Wohnplatz    | Zehdenick                                 |
| Ringsleben                  | Gemeindeteil | Fürstenberg/Havel                         |
| Röblinsee-Siedlung          | Wohnplatz    | Fürstenberg/Havel                         |
| Rönnebeck                   | Ortsteil     | Amt Gransee und Gemeinden Sonnenberg      |
| Sachsenhausen               | Ortsteil     | Oranienburg                               |
| Sandberge                   | Wohnplatz    | Liebenwalde                               |
| Schildow                    | Ortsteil     | Mühlenbecker Land                         |
| Schleuener Luch             | Wohnplatz    | Kremmen                                   |
| Schleuse Hohenbruch         | Wohnplatz    | Kremmen                                   |
| Schmachtenhagen             | Ortsteil     | Oranienburg                               |
| Schmachtenhagen-Ost         | Wohnplatz    | Oranienburg                               |
| Schmachtenhagen-Süd         | Wohnplatz    | Oranienburg                               |
| Schmachtenhagen-West        | Wohnplatz    | Oranienburg                               |
| Schönermark                 | Gemeinde     | Amt Gransee und Gemeinden Schönermark     |
| Schönfließ                  | Ortsteil     | Mühlenbecker Land                         |
| Schönhorn                   | Gemeindeteil | Fürstenberg/Havel                         |
| Schulzendorf                | Ortsteil     | Amt Gransee und Gemeinden Sonnenberg      |
| Schulzenhof                 | Ortsteil     | Amt Gransee und Gemeinden Stechlin        |
| Schwante                    | Ortsteil     | Oberkrämer                                |
| Schweizerhütte              | Wohnplatz    | Oranienburg                               |
| Seefeld                     | Wohnplatz    | Mühlenbecker Land                         |
| Seilershof                  | Ortsteil     | Amt Gransee und Gemeinden Gransee         |
| Sellenwalde                 | Wohnplatz    | Amt Gransee und Gemeinden Stechlin        |
| Siedlung am Bärenklauer Weg | Wohnplatz    | Oberkrämer                                |
| Siedlung am Rahmer See      | Wohnplatz    | Oranienburg                               |
| Siedlung II                 | Wohnplatz    | Zehdenick                                 |
| Siemenshof                  | Wohnplatz    | Kremmen                                   |
| Sommerfeld                  | Ortsteil     | Kremmen                                   |
| Sommerswalde                | Wohnplatz    | Oberkrämer                                |
| Sonnenberg                  | Gemeinde     | Amt Gransee und Gemeinden Sonnenberg      |
| Sperberhof                  | Wohnplatz    | Liebenwalde                               |
| Staffelde                   | Ortsteil     | Kremmen                                   |
| Stechlin                    | Gemeinde     | Amt Gransee und Gemeinden                 |
| Steinförde                  | Ortsteil     | Fürstenberg/Havel                         |
| Steinhavelmühle             | Gemeindeteil | Fürstenberg/Havel                         |
| Steinpfuhlsiedlung          | Wohnplatz    | Mühlenbecker Land                         |
| Stolpe                      | Ortsteil     | Hohen Neuendorf                           |
| Stolpe-Süd                  | Wohnplatz    | Hennigsdorf                               |
| Süd                         | Wohnplatz    | Oranienburg                               |
| Summt                       | Wohnplatz    | Mühlenbecker Land                         |
| Summter Chaussee            | Wohnplatz    | Oranienburg                               |
| Teerofen                    | Wohnplatz    | Oranienburg                               |
| Teschendorf                 | Ortsteil     | Löwenberger Land                          |
| Tiefenbrunn                 | Wohnplatz    | Fürstenberg/Havel                         |
| Tiergarten                  | Wohnplatz    | Oranienburg                               |
| Tiergartenschleuse          | Wohnplatz    | Oranienburg                               |
| Tornow                      | Ortsteil     | Fürstenberg/Havel                         |
| Triftwegsiedlung            | Wohnplatz    | Oranienburg                               |
| Upstall                     | Wohnplatz    | Oranienburg                               |
| Vehlefanz                   | Ortsteil     | Oberkrämer                                |
| Velten                      | Stadt        | Velten                                    |
| Venedig                     | Wohnplatz    | Hohen Neuendorf                           |
| Verlorenort                 | Gemeindeteil | Kremmen                                   |
| Vogelsang                   | Ortsteil     | Zehdenick                                 |
| Waldhof                     | Wohnplatz    | Amt Gransee und Gemeinden Gransee         |
| Waldsiedlung                | Wohnplatz    | Löwenberger Land                          |
| Waldsiedlung                | Wohnplatz    | Amt Gransee und Gemeinden Stechlin        |
| Walterhof                   | Wohnplatz    | Liebenwalde                               |
| Weiße Stadt                 | Wohnplatz    | Oranienburg                               |
| Weiße Villa                 | Wohnplatz    | Löwenberger Land                          |
| Wendefeld                   | Gemeindeteil | Amt Gransee und Gemeinden Gransee         |
| Wendemark                   | Wohnplatz    | Oberkrämer                                |
| Wensickendorf               | Ortsteil     | Oranienburg                               |
| Wentow                      | Gemeindeteil | Amt Gransee und Gemeinden Gransee         |
| Wesendorf                   | Ortsteil     | Zehdenick                                 |
| Wilhelmsthal                | Wohnplatz    | Oranienburg                               |
| Wirus                       | Wohnplatz    | Oberkrämer                                |
| Wittenberg                  | Wohnplatz    | Oranienburg                               |
| Woblitz                     | Wohnplatz    | Fürstenberg/Havel                         |
| Wolfsgarten                 | Wohnplatz    | Zehdenick                                 |
| Wolfslake                   | Wohnplatz    | Oberkrämer                                |
| Wolfsluch                   | Wohnplatz    | Amt Gransee und Gemeinden Großwoltersdorf |
| Wolfsruh                    | Ortsteil     | Amt Gransee und Gemeinden Großwoltersdorf |
| Woltersdorf                 | Wohnplatz    | Mühlenbecker Land                         |
| Zabelsdorf                  | Ortsteil     | Zehdenick                                 |
| Zehdenick                   | Stadt        | Zehdenick                                 |
| Zehlendorf                  | Ortsteil     | Oranienburg                               |
| Zernikow                    | Ortsteil     | Amt Gransee und Gemeinden Großwoltersdorf |
| Zernikower Mühle            | Wohnplatz    | Amt Gransee und Gemeinden Großwoltersdorf |
| Ziegelei                    | Gemeindeteil | Amt Gransee und Gemeinden Gransee         |
| Ziegelscheune               | Gemeindeteil | Amt Gransee und Gemeinden Gransee         |
| Zollkrug                    | Wohnplatz    | Löwenberger Land                          |
| Zootzen                     | Ortsteil     | Fürstenberg/Havel                         |
| Zühlsdorf                   | Ortsteil     | Mühlenbecker Land                         |
| Zühlsdorfer Mühle           | Wohnplatz    | Mühlenbecker Land                         |
| Zühlslake                   | Wohnplatz    | Mühlenbecker Land                         |